# ام‌وی گستور
ام‌وی گستور (به انگلیسی: MV Gastor) یک کشتی است که طول آن ۲۷۵ متر (۹۰۲ فوت ۳ اینچ) می‌باشد. این کشتی در سال ۱۹۷۷ ساخته شد.